# گی گالوپن
گی گالوپن (فرانسوی: Guy Gallopin‎؛ زادهٔ ۲۳ ژانویهٔ ۱۹۵۶) دوچرخه‌سوار اهل فرانسه است.